# Placido Maria Tadini
Placido Maria Tadini (Moncalvo, 11 ottobre 1759 – Genova, 22 novembre 1847) è stato un cardinale e arcivescovo cattolico italiano.

## Biografia
Nacque a Moncalvo l'11 ottobre 1759.
Entrato nell'ordine dei carmelitani dell'Antica Osservanza, fu ordinato sacerdote il 21 settembre 1782.
Eletto vescovo di Biella il 13 agosto 1829, ricevette la consacrazione episcopale il 18 ottobre dello stesso anno, su imposizione delle mani del cardinale Francesco Bertazzoli.
Il 28 ottobre 1831 fu nominato amministratore apostolico dell'arcidiocesi di Genova, della quale fu eletto arcivescovo il 2 luglio dell'anno successivo.
Papa Gregorio XVI lo elevò al rango di cardinalepresbitero nel concistoro del 6 aprile 1835 assegnandogli il titolo di Santa Maria in Traspontina.
Morì a Genova il 22 novembre 1847 all'età di 88 anni.

## Genealogia episcopale e successione apostolica
La genealogia episcopale è:
- Cardinale Scipione Rebiba
- Cardinale Giulio Antonio Santori
- Cardinale Girolamo Bernerio, O.P.
- Arcivescovo Galeazzo Sanvitale
- Cardinale Ludovico Ludovisi
- Cardinale Luigi Caetani
- Cardinale Ulderico Carpegna
- Cardinale Paluzzo Paluzzi Altieri degli Albertoni
- Papa Benedetto XIII
- Papa Benedetto XIV
- Papa Clemente XIII
- Cardinale Enrico Benedetto Stuart
- Cardinale Francesco Bertazzoli
- Cardinale Placido Maria Tadini, O.C.D.

La successione apostolica è:
- Vescovo Agostino Maria de Mari (1833)
- Vescovo Francesco Agnini (1837)
- Vescovo Lorenzo Giovanni Battista Biale (1837)
- Vescovo Antonio Maria Gianelli (1838)
- Vescovo Raffaele Biale (1840)
- Vescovo Giacomo Filippo Gentile (1843)